# 莫辰巴赫河 (美因河支流)
50°6′21″N 11°20′27″E / 50.10583°N 11.34083°E
莫辰巴赫河是德國的河流，位於該國東南部，由巴伐利亞負責管轄，屬於美因河的左支流，河道全長7.4公里，流域面積20.7平方公里，河口處在美因洛伊斯以南。